# Platymystax striatifrons
Platymystax striatifrons är en stekelart som först beskrevs av Cameron 1904.  Platymystax striatifrons ingår i släktet Platymystax och familjen brokparasitsteklar. Inga underarter finns listade i Catalogue of Life.